# Taphrina kruchii
Taphrina kruchii  (лат.) — вид грибов рода тафрина (Taphrina) отдела аскомицеты (Ascomycota), паразит дуба (Quercus). Вызывает «ведьмины мётлы».

## Описание
Побеги «ведьминых мётел» загибаются вверх (отрицательно геотропичны).
Мицелий межклеточный, зимует в почках и тканях ветвей.
Сумчатый слой («гимений») восковидный, мучнистый, развивается на нижней стороне листьев.
Аски 6—8-споровые, размерами 40—100×15—25 мкм, булавовидные или цилиндрические, с округлыми верхушками. В основаниях асков  имеются придатки суженной лопастевидной формы. Базальные клетки (см. в статье Тафрина) отсутствуют.
Аскоспоры шаровидные, диаметром около 4 мкм, быстро почкуются и наблюдаются редко. Бластоспоры эллипсоидной или палочковидной формы, размерами 2,5×2 мкм.

## Распространение и хозяева
Taphrina kruchii впервые описана в Италии, поражает дуб каменный (Quercus ilex). Распространена в Средиземноморье — в Южной Европе и Алжире. Вероятно нахождение вида на побережье Чёрного моря.